# Papilionoidea
I Papilionoidea Latreille, 1802 sono una superfamiglia cosmopolita di lepidotteri. Costituiscono da soli il gruppo dei cosiddetti Rhopalocera, corrispondenti al concetto tradizionale di "farfalle diurne". Comprendono circa 13 700 specie, diffuse in tutti i continenti tranne l'Antartide, incluse le più remote isole oceaniche. Il maggior numero di specie si osserva nelle regioni tropicali, soprattutto in America.

## Tassonomia
La superfamiglia comprende sette famiglie:
- Hedylidae
- Hesperiidae
- Lycaenidae
- Nymphalidae
- Papilionidae
- Pieridae
- Riodinidae